# فهرست آثار ملی شهرستان ایذه
شهرستان ایذه یکی از شهرستان‌های استان خوزستان واقع در جنوب ایران است. مرکز این شهرستان، شهر ایذه است.
از آثار به دست آمده ایذه از جمله نگاره‌ها و نقش برجسته‌های عیلامی (اولین حجاری‌های ایران باستان قبل از هخامنشیان)، می‌توان نتیجه گرفت که آنجا مرکز مهمی در زمان ایلامی‌ها بوده‌است. این آثار به دو دسته آثار ایلام قدیم و نو تقسیم می‌شود که به شرح زیر می‌باشند: دوره ایلام قدیم: این دوره به سلسله سیمشکی متعلق است که چندین بار توسط حاکم اور نابود گشت. آثار باقی‌مانده از این دوره به شرح ذیل است: الف) نقش برجسته شاهسوار: شاهسوار جایگاهی باستانی در حومه ایذه‌است که در آن آثار باستانی از جمله نقش برجسته‌ای متعلق به دوره ایلام قدیم (قرن ۲۰ ق. م) واقع شده‌است. این نقش برجسته به احتمال زیاد نمایانگر صحنه بارعام یک پادشاه یا ابراز بندگی در مقابل یک خدا است. ب) نقش برجسته خونگ اژدر: این جایگاه به خونگ نوروزی نیز معروف است و در نزدیکی دریاچه میانگران (۱۲ کیلومتری شمال ایذه) واقع شده‌است که نقش برجسته‌های آن مانند شاهسوار حجاری شده‌است. دوره ایلام نو: ایذه در دوره ایلام نو «آیاپیر» نامیده می‌شده‌است و پادشاهان آن به صورت مستقل زیر نظر سوخالماهو وزیر اعظم ایلام حکومت می‌نمودند. حکومت ایلام در این دوران به صورت اتحادیه‌ای بود و متشکل از تعدادی حکومت‌های محلی مستقل اداره می‌شد.

## آثار ثبت‌شده
| ردیف | نام اثر                         | نگاره          | دیرینگی              | موقعیت                                                                 | شمارهٔ ثبت | تاریخ ثبت  | منبع  |
| ---- | ------------------------------- | -------------- | -------------------- | ---------------------------------------------------------------------- | --------- | ---------- | ----- |
| ۱    | ایزاج                           | بارگذاری تصویر | ساسانی ـ اسلامی      | ایذه                                                                   | ۴۹        | ۱۳۱۰/۰۶/۲۴ | [ ۳ ] |
| ۲    | حجاری‌ها و کتیبه‌های سنگی/ کول فر |                | ایلامی ـ ساسانی      | ایذه، مال امیر، کول فرح                                                | ۱۳۳       | ۱۳۱۰/۱۰/۱۵ |       |
| ۳    | گورستان قدیمی                   |                | اشکانی (پارت)        | ایذه، شمی،                                                             | ۳۶۲       | ۱۳۲۱/۰۳/۲۰ |       |
| ۴    | تپه تازنگ/ بابا وزیر            |                | هزاره ۴ ق‌م           | غرب روستای سویلی ایذه                                                  | ۱۶۹۳      | ۱۳۶۴/۰۵/۲۷ |       |
| ۵    | محوطه تاریخی تاق طویله          |                | ایلخانیان ـ تیموریان | ادامه خیابان محمد رسول‌الله                                             | ۲۱۴۰      | ۱۳۷۷/۰۷/۱۳ |       |
| ۶    | کوشک نورآباد                    |                | قاجاریه              | ۳ کیلومتری شمال شرقی روستای نورآباد                                    | ۲۵۷۰      | ۱۳۷۸/۱۱/۱۱ |       |
| ۷    | تنگه اشکفت سلمان                |                | ایلامی               | ۳ کیلومتری باختری ایذه و نزدیک به ۵/۱ کیلومتری جاده                    | ۲۵۹۵      | ۱۳۷۸/۱۱/۲۷ |       |
| ۸    | گورستان و زیارتگاه شهسوار       |                | معاصر                | ۸ کیلومتری جاده خاوری، شهر باستانی ایذه                                | ۲۵۹۶      | ۱۳۷۸/۱۱/۲۷ |       |
| ۹    | تنگه کول فرح                    |                | ایلامی               | ۷ک جاده خاوری شهر ایذه                                                 | ۲۵۹۷      | ۱۳۷۸/۱۱/۲۷ |       |
| ۱۰   | نقش‌برجسته شهسوار                |                | ایلامی               | ۸ کیلومتری جاده خاوری ایذه دردامنه خاوری کوهباد                        | ۲۵۹۸      | ۱۳۷۸/۱۱/۲۷ |       |
| ۱۱   | تپه پیون                        |                |                      | ایذه، بیون، جنب بخشداری                                                | ۳۲۳۳      | ۱۳۷۹/۱۲/۲۵ |       |
| ۱۲   | تپه سبز علی                     |                | ایلامی               | شهرستان ایذه، خیابان امام خمینی، فلکه گاز                              | ۷۰۳۹      | ۱۳۸۱/۱۰/۱۰ |       |
| ۱۳   | دژ تاریخی باجول                 |                | ایلامی               | ایذه، بخش مرکزی، ۴ کیلومتری روستای باجول                               | ۷۹۲۶      | ۱۳۸۱/۱۲/۱۷ |       |
| ۱۴   | استودان‌های شماره ۱و ۲           |                | الیمائی              | خوزستان، ایذه، بخش مرکزی، دهستان سوسن، روستای مالویران                 | ۱۱۹۵۸     | ۱۳۸۴/۰۴/۰۵ |       |
| ۱۵   | نقش برجسته خنگ اژدر             |                | تاریخی               | شهرستان ایذه، بخش مرکزی، دهستان حومه مرکزی، روستای خنگ اژدر            | ۱۳۵۸۰     | ۱۳۸۴/۰۷/۲۳ |       |
| ۱۶   | تپه زبرجد                       |                | نوسنگی               | شهر ایذه، خ شهید مطهری، کوچه شهید تنور محمد ممبینی، پشت مدرسه راهنمایی | ۲۳۰۵۰     | ۱۳۸۷/۰۵/۰۲ |       |
| ۱۷   | تپه شه ولی                      |                | هزاره ۳ و۴ ق‌م        | شهر ایذه، انتهای کوچه مبارز، محله گنجشگیر                              | ۲۳۷۷۰     | ۱۳۸۷/۰۸/۲۵ |       |
| ۱۸   | قلعه مدرسه ۱                    |                | صفویه                | شهرستان ایذه، بخش مرکزی، دهستان حومه شرقی، روستای قلعه مدرسه           | ۲۳۷۷۷     | ۱۳۸۷/۰۸/۲۵ |       |
| ۱۹   | تپه کول فرح                     |                | هزاره یک ق‌م ـ تاریخی | شهرستان ایذه، بخش مرکزی، دهستان حومه شرقی، روستای کول فرح              | ۲۳۷۷۸     | ۱۳۸۷/۰۸/۲۵ |       |
| ۲۰   | مقبره سید صالح                  |                | قرون متاخر اسلامی    | شهرستان ایذه، بخش مرکزی، دهستان مرغا، روستای چم ریحان                  | ۲۳۷۷۹     | ۱۳۸۷/۰۸/۲۵ |       |
| ۲۱   | تپه میانگران ۱                  |                | اواسط دوره اسلامی    | شهرستان ایذه، بخش مرکزی، دهستان حومه غربی، روستای میانگران علیا        | ۲۳۷۸۰     | ۱۳۸۷/۰۸/۲۵ |       |
| ۲۲   | تپه چگاپیان                     |                | هزاره ۳ و ۴ ق‌م       | شهرستان ایذه، بخش مرکزی، دهستان پیان، روستای پیان                      | ۲۳۷۸۱     | ۱۳۸۷/۰۸/۲۵ |       |
| ۲۳   | تپه نوترکی                      |                | هزاره ۳ و ۴ ق‌م       | شهرستان ایذه، بخش مرکزی، دهستان حومه غربی، روستای نوترکی مختاری        | ۲۳۷۸۲     | ۱۳۸۷/۰۸/۲۵ |       |
| ۲۴   | تپه چگااورک                     |                | پیش از تاریخ         | شهرستان ایذه، بخش مرکزی، دهستان حومه شرقی، روستای کول فرح              | ۲۳۷۸۵     | ۱۳۸۷/۰۸/۲۵ |       |
| ۲۵   | تپه پرچستان ۲                   |                | ایلامی               | شهرستان ایذه، بخش مرکزی، دهستان حومه شرقی، روستای پرچستان              | ۲۵۹۶۴     | ۱۳۸۷/۱۲/۲۶ |       |
| ۲۶   | کاروان‌سرای هلایجان              |                | قرون متاخر اسلامی    | شهرستان ایذه، بخش مرکزی، دهستان هلایجان، روستای هلایجان                | ۲۵۹۶۹     | ۱۳۸۷/۱۲/۲۶ |       |
| ۲۷   | تپه میانگران ۳                  |                | هزاره ۳ و ۴ ق‌م       | شهرستان ایذه، بخش مرکزی، دهستان حومه غربی، روستای میانگران علیا        | ۲۵۹۷۱     | ۱۳۸۷/۱۲/۲۶ |       |
| ۲۸   | کاروان‌سرای مال سعیدی            |                | قرون متاخر اسلامی    | شهرستان ایذه، بخش مرکزی، دهستان هلایجان، روستای مال سعیدی              | ۲۵۹۷۲     | ۱۳۸۷/۱۲/۲۶ |       |
| ۲۹   | نقش‌برجسته خنگ کمالوند           |                | تاریخی               | شهرستان ایذه، بخش مرکزی، دهستان حومه غربی، روستای کمالوند              | ۲۵۹۷۳     | ۱۳۸۷/۱۲/۲۶ |       |
| ۳۰   | گوردخمه برد گپی                 |                | ساسانی               | شهرستان ایذه، بخش مرکزی، دهستان حومه شرقی، روستای بردگپی               | ۲۵۹۷۴     | ۱۳۸۷/۱۲/۲۶ |       |
| ۳۱   | تپه حاج عیسی سلطان‌پور           |                | هزاره ۴ و ۳ ق‌م       | شهر ایذه، محله حاج عیسی سلطان پور                                      | ۲۵۹۷۵     | ۱۳۸۷/۱۲/۲۶ |       |
| ۳۲   | کاروان‌سرای دهدز                 |                | صفویه                | شهرستان ایذه، بخش دهدز، شهر دهدز، جنب دادگاه عمومی شهر                 | ۲۵۹۷۷     | ۱۳۸۷/۱۲/۲۶ |       |
| ۳۳   | محوطه مهره جور                  |                | قرون اولیه اسلامی    | شهرستان ایذه، بخش مرکزی، دهستان پیان، جنوب روستای شره                  | ۲۵۹۷۸     | ۱۳۸۷/۱۲/۲۶ |       |
| ۳۴   | نقش‌برجسته شیوند                 |                | تاریخی               | شهرستان ایذه، بخش دهدز، دهستان دنباله رود شمالی، روستای شیوند          | ۲۵۹۷۹     | ۱۳۸۷/۱۲/۲۶ |       |
| ۳۵   | قلعه کژدم                       |                | قرون اولیه اسلامی    | شهرستان ایذه، بخش مرکزی، دهستان حومه شرقی، روستای قلعه کژدم            | ۲۵۹۸۳     | ۱۳۸۷/۱۲/۲۶ |       |
| ۳۶   | تپه پرچستان ۴                   |                | هزاره ۳ و دو ق‌م      | شهرستان ایذه، بخش مرکزی، دهستان حومه شرقی، روستای پرچستان شائلی        | ۲۵۹۸۴     | ۱۳۸۷/۱۲/۲۶ |       |
| ۳۷   | سه قلعه مدرسه                   |                | قرون متاخر اسلامی    | شهرستان ایذه، بخش مرکزی، دهستان حومه شرقی، روستای قلعه مدرسه           | ۲۵۹۸۵     | ۱۳۸۷/۱۲/۲۶ |       |
| ۳۸   | قنات‌های راسوند                  |                | قرون متاخر اسلامی    | شهرستان ایذه، بخش مرکزی، دهستان حومه غربی، جنوب روستای راسوند          | ۲۵۹۸۶     | ۱۳۸۷/۱۲/۲۶ |       |
| ۳۹   | تپه چگا دم دم                   |                | اشکانی               | شهر ایذه، یک کیلومتری میدان ورودی در جنوب شهر                          | ۲۵۹۸۷     | ۱۳۸۷/۱۲/۲۶ |       |
| ۴۰   | تپه میانگران ۲                  |                | اشکانی               | شهرستان ایذه، بخش مرکزی، دهستان حومه غربی، روستای میانگران علیا        | ۲۵۹۹۶     | ۱۳۸۷/۱۲/۲۶ |       |
| ۴۱   | تپه بردبران                     |                | هزاره ۴ و ۳ ق‌م       | شهرستان ایذه، بخش مرکزی، دهستان حومه شرقی، روستای بردبران              | ۲۵۹۹۷     | ۱۳۸۷/۱۲/۲۶ |       |
| ۴۲   | نقش‌برجسته خنگ علیوند            |                | تاریخی               | شهرستان ایذه، بخش مرکزی، دهستان حومه غربی، روستای یار علیوند           | ۲۵۹۹۸     | ۱۳۸۷/۱۲/۲۶ |       |
| ۴۳   | تپه پرچستان ۱                   |                | هزاره ۴ و ۳ ق‌م       | شهرستان ایذه، بخش مرکزی، دهستان حومه شرقی، جنوب روستای پرچستان         | ۲۵۹۹۹     | ۱۳۸۷/۱۲/۲۶ |       |
| ۴۴   | گورتپه                          |                | ایلام                | شهرستان ایذه، بخش مرکزی، دهستان پیان، روستای پیان                      | ۲۶۰۰۰     | ۱۳۸۷/۱۲/۲۶ |       |
| ۴۵   | تپه گنجشگیر ۱                   |                | اشکانی               | شهر ایذه، محله گنچشگیر، نزدیک اداره آب و فاضلاب                        | ۲۶۵۷۵     | ۱۳۸۷/۱۲/۲۷ |       |